# Umbellulifera graeffei
Umbellulifera graeffei is een zachte koraalsoort uit de familie Alcyoniidae. De koraalsoort komt uit het geslacht Umbellulifera. Umbellulifera graeffei werd voor het eerst wetenschappelijk beschreven door Kükenthal. 